# Bogláros szellőrózsa
A bogláros szellőrózsa (Anemone ranunculoides) a boglárkafélék (Ranunculaceae) családjába tartozó Anemone nemzetség Magyarországon is előforduló faja.

## Élőhelye

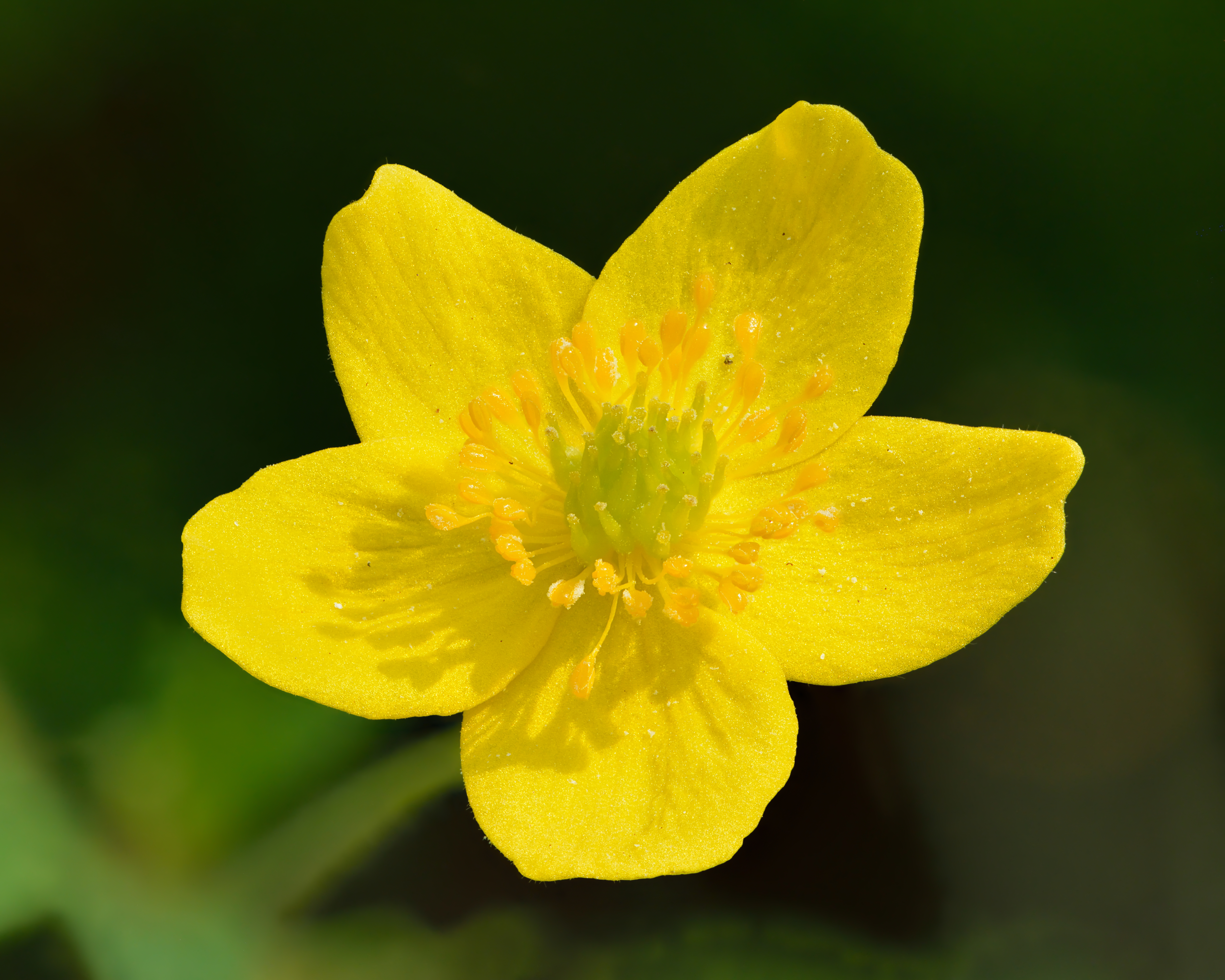
Virág

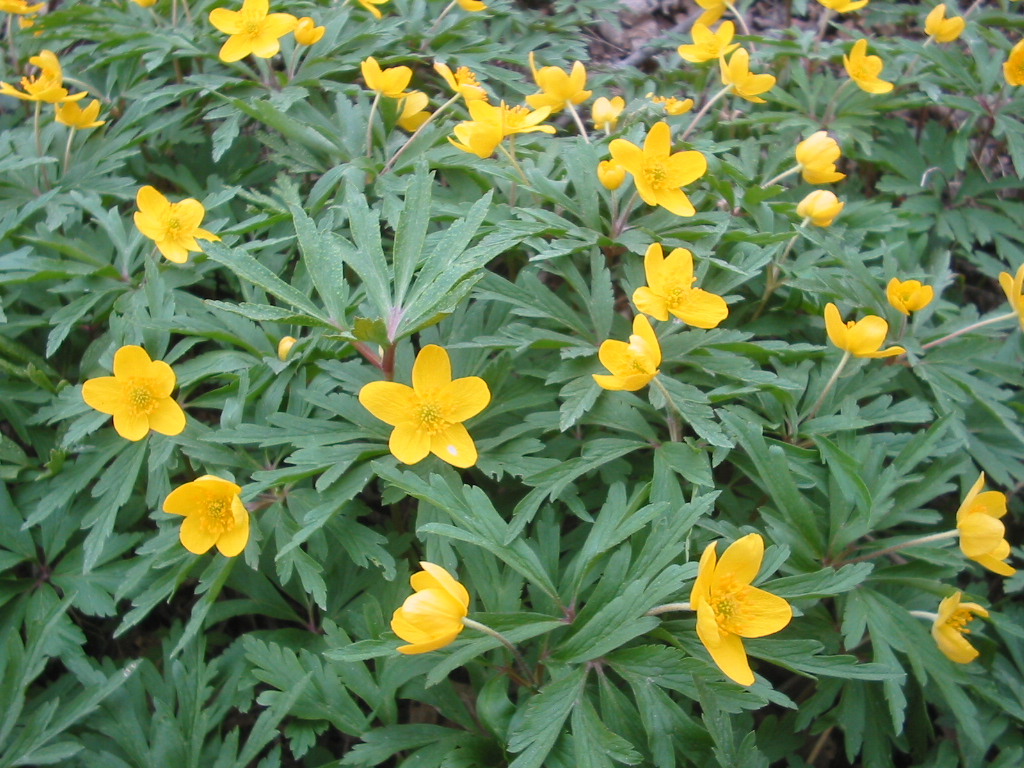
Anemone ranunculoides

Üde, elegyes erdők növénye.

## Elterjedése
Főleg Közép-Európa. Magyarországon őshonos és – az Alföld kivételével – gyakori, többek közt a Gödöllői-dombság területén él.

## Jellemzői
Alacsony termetű, 10-20 (max. 30) cm magas évelő növény.
- Gyöktörzse fekvő.
- A virág alatt rendszerint három, örvös állású, tövig szeldelt, csaknem ülő, gallérszerűen elhelyezkedő levél található.
- Egy v. két virága aranysárga, öt tagú.

Mérgező.

## Virágzása
március – május

## Hasonló vagy rokon fajok
- Téltemető (Eranthis hyemalis)
- Mocsári gólyahír (Caltha palustris)
- Salátaboglárka (Ficaria verna)

## Védettsége
Hazánkban nem védett.